# Listă de filme germane din anii 2000
Lista de filme germane din anii 2000 cuprinde filmele considerate mai importante produse în Germania anilor 2000.

## 2000

### 2009
- Das weiße Band – Eine deutsche Kindergeschichte (D-A-F-I) (Regie: Michael Haneke; Festivalul Internațional de Film de la Cannes: „Goldene Palme“; FIPRESCI-Preis; Premiile Academiei Europene de Film: „ca cel mai bun fim european“, „cea mai bună regie“ und „cel mai bun scenariu“; Golden Globe 2010: „cel mai bun film străin“; Oscar 2010: nominalizat ca „cel mai bun film străin“ und „pentru imagine“; Preis der deutschen Filmkritik: 4 distincții; premiul german 2010: 10 distincții bei 13 nominalizări)
- Soul Kitchen (Regie: Fatih Akin), 66. Festivalul de la Veneția: premiul special al juriului.
- Vision – Aus dem Leben der Hildegard von Bingen (Regie: Margarethe von Trotta); Bayerischer premiu 2009 für Barbara Sukowa ca cel mai bun actor.
- Inglourious Basterds (Regie: Quentin Tarantino) Brad Pitt, Mélanie Laurent, Christoph Waltz, Daniel Brühl, Diane Kruger, Michael Fassbender, Eli Roth, Til Schweiger War Universal Pictures, The Weinstein Company

### 2008
- Der Baader Meinhof Komplex (Regie: Uli Edel; Golden Globes 2009; Oscar 2009: nominalizat ca „cel mai bun film străin“)
- Jerichow (Regie: Christian Petzold; Festivalul de la Veneția 2008: participare)
- Kirschblüten – Hanami (Regie: Doris Dörrie; Premiile Academiei Europene de Film: nominalizat ca „cel mai bun actor“, Bayerischer premiu 2007: „cel mai bun producător“ und „cel mai bun actor“)
- Die Welle (Regie: Dennis Gansel; Premiile Academiei Europene de Film: nominalizat ca „cel mai bun actor“)
- Wolke Neun (Regie: Andreas Dresen); Premiile Academiei Europene de Film: nominalizat ca „cea mai bună regie“ und „cel mai bun actor“)

### 2007
- Auf der anderen Seite (D-TR) (Regie: Fatih Akın; Festivalul de la Cannes 2007: cel mai bun scenariu, premiul special „Prix du Jury oecuménique“; Premiile Academiei Europene de Film: cel mai bun scenariu; premiul german 2008: cel mai bun film ca, Regie, Drehbuch und Schnitt; César 2008: nominalizat ca)
- Contergan (Regie: Adolf Winkelmann; Bambi 2007: premiul special; Goldene Kamera 2008: "cel mai bun film german")
- Die Fälscher (D-A) (Regie: Stefan Ruzowitzky; Oscar 2008: „cel mai bun film străin“)
- Frei nach Plan (Regie: Franziska Meletzky; Internationales Filmfestival Shanghai 2007: Goldener Pokal)
- Keinohrhasen (Regie: Til Schweiger; 6,2 Mio. vizitatori)
- Shoppen (Regie: Ralf Westhoff; Bayerischer premiu 2007: regie- und premiu pentru scenariu)
- Yella (Regie: Christian Petzold; Berlinale 2007: Silberner Bär (cel mai bun actor); Preis der deutschen Filmkritik 2007: „cel mai bun film ca“)
- Spielzeugland (Regie: Jochen Alexander Freydank; Oscar 2009: „cel mai bun film de scurt metraj“)

### 2006
- Elementarteilchen (Regie: Oskar Roehler; Berlinale 2006: Silberner Bär (cel mai bun actor))
- Das Fräulein (D-CH) (Regie: Andrea Staka; Filmfestival von Locarno 2006: Goldener Leopard)
- Der freie Wille (Regie: Matthias Glasner; Berlinale 2006: Silberner Bär (merite artistice deosebite); Tribeca Film Festival/New York: „cel mai bun actor“)
- Knallhart (Regie: Detlev Buck; premiul german 2006: premiul german in Silber; Berlinale 2006: FIPRESCI-Preis im Panorama)
- Das Leben der Anderen (Regie: Florian Henckel von Donnersmarck; Oscar 2007: „cel mai bun film străin“; Golden Globes 2007: nominalizat ca „cel mai bun film străin“, premiul german 2006: „cel mai bun film ca“, „cea mai bună regie“, „cel mai bun actor“, „cel mai bun actor“, „cel mai bun scenariu“, „pentru imagine“, „pentru monataj“; Premiile Academiei Europene de Film: „ca cel mai bun fim european“, "cel mai bun actor", "cel mai bun scenariu"; César 2008: "cel mai bun film străin")
- Das Parfum – Die Geschichte eines Mörders (D-F-E-USA) (Regie: Tom Tykwer; premiul german 2007: 6 distincții; 5,5 Mio. vizitatori)
- Requiem (Regie: Hans-Christian Schmid; premiul german 2006: „cel mai bun actor“, „cel mai bun actor“, daneben acht nominalizări, darunter „cel mai bun film ca“ und „cea mai bună regie“; Berlinale 2006: Silberner Bär (cel mai bun actor); ebenso Bayerischer premiu 2005: cel mai bun actor; Preis der deutschen Filmkritik 2006: "cel mai bun film ca")
- Sommer vorm Balkon (Regie: Andreas Dresen; premiul german 2006: sechs nominalizări, darunter „cea mai bună regie“ und die beiden Hauptactornen)
- Vier Minuten (Regie: Chris Kraus; premiul german 2007: cel mai bun film ca; Internationales Filmfestival Shanghai 2006: Goldener Pokal)
- Wer früher stirbt ist länger tot (Regie: Marcus H. Rosenmüller; premiul german 2006: „cel mai bun film ca in Silber“, „cea mai bună regie“, „Beste Filmmusik“, „cel mai bun scenariu“; Förderpreis Deutscher Film 2006: premiu "Regie")
- Winterreise (Regie: Hans Steinbichler; premiul german 2007: cel mai bun actor)

### 2005
- Alles auf Zucker! (Regie: Dani Levy; premiul german 2005: sechs distincții, darunter „cel mai bun film ca“, „cea mai bună regie“, „cel mai bun actor“)
- Die Höhle des gelben Hundes (D-MGL) (Regie: Byambasuren Davaa; Förderpreis Deutscher Film 2005: premiu "Regie")
- Napola – Elite für den Führer (Regie: Dennis Gansel; Bayerischer premiu 2004: cea mai bună regie)
- Sophie Scholl – Die letzten Tage (Regie: Marc Rothemund; premiul german 2005: nominalizat ca „cel mai bun film ca“, premiu „ca cel mai bun actor“, premiul publicului „cel mai bun film ca“; Oscar 2006: nominalizat ca „cel mai bun film străin“)

### 2004
- 7 Zwerge – Männer allein im Wald (Regie: Sven Unterwaldt; 6,7 Mio. vizitatori)
- Agnes und seine Brüder (Regie: Oskar Roehler; premiul german 2005: nominalizat ca „cel mai bun film ca“, premiu „cel mai bun actor“)
- Die fetten Jahre sind vorbei (D-A) (Regie: Hans Weingartner, Premiile Academiei Europene de Film: nominalizat ca „cel mai bun actor“, premiul german 2005: nominalizat ca „cel mai bun film ca“, „cea mai bună regie“, premiu „cel mai bun actor“; Festivalul de la Cannes 2004: participare; Förderpreis Deutscher Film 2004: distincții "Regie" und "Darsteller"; Preis der deutschen Filmkritik 2004: "cel mai bun film ca")
- Gegen die Wand (D-TR) (Regie: Fatih Akın; Premiile Academiei Europene de Film: „Bester Film" und 4 weitere nominalizări, People’s Choice Award, Berlinale 2004: Goldener Bär; David-nominalizat ca, Goya, premiul german 2004: 4 distincții)
- Kroko (Regie: Sylke Enders; premiul german 2004: "cel mai bun film ca in Silber"; Premiile Academiei Europene de Film: nominalizat ca "Fassbinder-Preis")
- Land of Plenty (D-USA) (Regie: Wim Wenders, Festivalul de la Veneția 2004: participare)
- Der neunte Tag (D-L-CZ) (Regie: Volker Schlöndorff; premiul german 2005: nominalizat ca „cel mai bun film ca“, „cea mai bună regie“, „cel mai bun actor“)
- Rhythm Is It! (Regie: Thomas Grube und Enrique Sánchez Lansch; premiul german 2005: „cea mai bună documentare“, „cel mai bun montaj“; Bayerischer premiu 2004: cel mai bun flim documentar)
- Stauffenberg (D-A) (Regie: Jo Baier, Deutscher Fernsehpreis 2004: nominalizat ca „cel mai bun actor“, „cel mai bun montaj“, „cea mai bună coloană sonoră“, „Bester Film“, premiu „Bester Film“)
- (T)Raumschiff Surprise – Periode 1 (Regie: Michael Herbig; 9,2 Mio. vizitatori)
- Der Untergang (D-I-RUS-A) (Regie: Oliver Hirschbiegel, Oscar 2005: nominalizat ca „cel mai bun film străin“, premiul german 2005: nominalizat ca „cel mai bun actor“, „cel mai bun actor“)
- Sommersturm (Regie: Marco Kreuzpaintner ); premiul publicului des Münchner Filmfests 2004; Marco Kreuzpaintner bekam für seine Arbeit den New Faces Award 2004 als cel mai bun regizor; Robert Stadlober wurde mit dem Undine Award als cel mai bun actor ausgezeichnet

### 2003
- Essen, Schlafen, keine Frauen (Regie: Heiner Stadler; Premiile Academiei Europene de Film 2003 nominalizat ca „cea mai bună documentare“)
- Die Geschichte vom weinenden Kamel (D-MGL) (Regie: Byambasuren Davaa, Luigi Falorni; Oscar 2005: nominalizat ca cel mai bun flim documentar (Langform); Premiile Academiei Europene de Film 2003 nominalizat ca „cea mai bună documentare“)
- Good Bye, Lenin! (Regie: Wolfgang Becker; Golden Globes 2004: nominalizat ca „cel mai bun film străin“, Premiile Academiei Europene de Film 2003 in den Kategorien „Bester Film“, „cel mai bun actor", „cel mai bun scenariu“, People’s Choice Award, premiul german 2003: 8 distincții, César 2004: „ca cel mai bun fim european“; 6,6 Mio. vizitatori)
- Herr Lehmann (Regie: Leander Haußmann; premiul german 2004 „cel mai bun actor“, „cel mai bun sceanariu“)
- Hierankl (Regie: Hans Steinbichler; Förderpreis Deutscher Film 2003: distincții „Regie“ und „actor“)
- Die Kinder sind tot (Regie: Aelrun Goette; premiul german 2004: „cea mai bună documentare“, Prix regards neufs-Nyon, Baden Württembergischer premiat ca film documentar)
- Lichter (Regie: Hans-Christian Schmid; premiul german 2003: „premiu in Silber“; Berlinale 2003: FIPRESCI-Preis; Preis der deutschen Filmkritik 2003: "cel mai bun film ca")
- Rocks (Regie: Chris Stenner, Arvid Uibel und Heidi Wittlinger; Oscar 2003: Nominalizat ca „cel mai bun film de scurt metraj (Animiert)“)
- Rosenstraße (D-NL) (Regie: Margarethe von Trotta, Premiile Academiei Europene de Film 2003 nominalizat ca „cel mai bun actor“, David „ca cel mai bun fim european“, Festivalul de la Veneția 2003: Coppa Volpi (cel mai bun actor) und 2 weitere distincții)
- Schultze gets the blues (Regie: Michael Schorr; Premiile Academiei Europene de Film 2003: nominalizat ca „Fassbinder-Preis")
- Schussangst (Regie: Dito Tsintsadze; Filmfestival San Sebastián 2003: Goldene Muschel)
- Das Wunder von Bern (Regie: Sönke Wortmann; Premiile Academiei Europene de Film 2003: nominalizat ca „pentru imagine“, premiul german 2004: "cel mai bun film ca in Silber", Bayerischer premiu 2003: cea mai bună regie und cel mai bun actor)

### 2002
- Halbe Treppe (Regie: Andreas Dresen; Premiile Academiei Europene de Film 2002 nominalizat ca „cea mai bună regie“, Berlinale 2002: Silberner Bär (Großer Preis der Jury); premiul german in Silber 2002; Preis der deutschen Filmkritik 2002: "cel mai bun film ca")
- Heaven (D-USA) (Regie: Tom Tykwer; Eröffnungfilm der Berlinale 2002; premiul german 2002: premiul german in Silber)
- Missing Allen (Regie: Christian Bauer; Premiile Academiei Europene de Film 2002: nominalizat ca „cea mai bună documentare“)
- Russian Ark (D-RUS) (Regie: Aleksandr Sokurov; Premiile Academiei Europene de Film 2002: nominalizat ca pentru imagine)
- Sophiiiie! (Regie: Michael Hofmann; Förderpreis Deutscher Film 2002: distincții "Regie" und "actor")
- Das Verlangen (Regie: Iain Dilthey; Filmfestival von Locarno 2002: Goldener Leopard)

### 2001
- Alaska.de (Regie: Ester Gromborn; Premiile Academiei Europene de Film 2001: nominalizat ca „Fassbinder-Preis")
- Bella Martha (D-I-A-CH) (Regie: Sandra Nettelbeck; Premiile Academiei Europene de Film „cel mai bun actor“, nominalizat ca „cel mai bun actor“; premiul german „cel mai bun actor“, Goya-nominalizat ca „cel mai bun fim european“)
- Berlin is in Germany (Regie: Hannes Stöhr; Berlinale 2001: Panorama premiul publicului)
- Black Box BRD (Regie: Andres Veiel; Premiile Academiei Europene de Film 2001: „cea mai bună documentare“, Bayerischer premiu 2001: cel mai bun flim documentar)
- Das Experiment (Regie: Oliver Hirschbiegel; Premiile Academiei Europene de Film 2001: nominalizat ca „cel mai bun film ca“)
- Die Manns – Ein Jahrhundertroman (Regie: Heinrich Breloer; Deutscher Fernsehpreis 2002: premiul special (Fernsehereignis des Jahres); International Emmy Award 2002: "Best TV Movie/Mini Series")
- Nichts bereuen (Regie: Benjamin Quabeck; Premiile Academiei Europene de Film 2002: nominalizat ca „Fassbinder-Preis"; Förderpreis Deutscher Film 2001: premiu "Regie")
- Nirgendwo in Afrika (Regie: Caroline Link; Oscar 2003: „cel mai bun film străin“, Golden Globes 2003: nominalizat ca „cel mai bun film străin“, premiul german 2002: 5 distincții)
- Der Schuh des Manitu (Regie: Michael Herbig; premiul german – premiul special 2002; 11,7 Mio. vizitatori)
- Das weisse Rauschen (Regie: Hans Weingartner)

### 2000
- Anatomie (Regie: Stefan Ruzowitzky; premiul german 2001: "premiul publicului: Deutscher Kinofilm des Jahres"; Jupiter 2001: "Bester deutscher Film")
- Heimspiel (Regie: Pepe Danquart; Premiile Academiei Europene de Film 2000: nominalizat ca „cea mai bună documentare“, Besondere Erwähnung)
- Die innere Sicherheit (Regie: Christian Petzold; premiul german 2001: "Bester Film"; Preis der deutschen Filmkritik 2001: "cel mai bun film ca")
- Der Krieger und die Kaiserin (Regie: Tom Tykwer; Premiile Academiei Europene de Film 2001: nominalizat ca „pentru imagine“)
- Quiero Ser (D-MEX) (Regie: Florian Gallenberger; Oscar 2001: cel mai bun film de scurt metraj (Live Action))
- Die Stille nach dem Schuss (Regie: Volker Schlöndorff; Premiile Academiei Europene de Film 2000: nominalizat ca „cel mai bun actor“, nominalizat ca „cel mai bun scenariu“)
- Tuvalu (Regie: Veit Helmer; Premiile Academiei Europene de Film: nominalizat ca „Fassbinder-Preis")
- Die Unberührbare (Regie: Oskar Roehler; premiul german 2000: "Bester Film"; Preis der deutschen Filmkritik 2000: "cel mai bun film ca")
- Vergiss Amerika (Regie: Vanessa Jopp; Premiile Academiei Europene de Film: nominalizat ca „Fassbinder-Preis"; Förderpreis Deutscher Film 2000: premiu "Regie")